# 의령 성황리 삼층석탑
의령 성황리 삼층석탑(宜寧 城隍里 三層石塔)은 대한민국 경상남도 의령군 정곡면 성황리에 있는 통일신라의 삼층석탑이다.
1974년 12월 28일 경상남도의 유형문화재 제114호 성황리 삼층석탑으로 지정되었다가, 2018년 12월 20일 현재의 명칭으로 변경되었다.

## 개요
'탑골(塔谷)'이라 불리는 마을에 서 있는 3층 석탑이다. 절터의 이름이나 역사에 관해 알려진 바는 없으며, 마을에 전해오는 이야기에 따르면, 신라시대에 세운 절이 있었으나 언젠가 불에 타 사라졌다고 한다.
탑은 2층 기단(基壇)을 쌓아 3층의 탑신(塔身)을 올린 모습이나, 탑신의 3층 몸돌은 없어졌다. 아래층 기단은 한돌로 간단하게 만들고, 위층 기단은 여러 장의 편평한 돌을 짜 맞춘 후 각 면의 모서리와 가운데에 기둥 모양을 조각하였다. 기단에 비해 폭이 크게 줄은 탑신부는 각층 몸돌마다 모서리에 기둥 모양을 새겼다. 지붕돌은 몸돌에 비해 그다지 넓지 않으나 안정감 있으며, 처마는 수평을 이루다 네 귀퉁이에서 살짝 올라갔다.
아담하면서도 안정감이 있으며, 아래층 기단이 한돌로 간략화된 점으로 보아 통일신라 후기의 작품으로 추측된다.

## 참고 자료
- 의령 성황리 삼층석탑 - 국가유산청 국가유산포털